# Katalepsi
Katalepsi, stupor vigilans eller kataton stupor är ett onaturligt stelhetstillstånd i kroppen eller ansiktet, med samtidig minskad känslighet för smärta och sänkt medvetandegrad. Det förekommer vid katatoni, och därmed i vissa varianter av schizofreni, samt vid en del andra sjukdomar och tillstånd i nervsystemet. Vid katalepsi kan man arrangera personens lemmar i positioner utan att personen ändrar dem.

## Orsaker
Katalepsi kan både vara ett symtom på Parkinsons sjukdom, schizofreni och på extrapyramidala bieffekter vid antipsykotisk medicin (parkinsonism), förgiftning och vissa infektionssjukdomar. 
Katalepsi kan framkallas av oxidopamin (6-OHDA), ett antidopaminergt och antinoradrenergt neurotoxin.

## Symtom
Attacker av katalepsi kommer plötsligt utan förvarning, ibland tillsammans med andra symtom (rodnad, tremor, amnesi, buksmärta, etc). En attack varar mellan någon minut till någon dag; attacken påverkas positivt av att den drabbade känner sig tvingad eller motiverad att återkomma till medvetande. Attackerna är som regel återkommande, men vanligen så sporadiska att de inte kallas recidiverande. 
Under attacken kvarblir kroppen i den position som den var innan attacken och ansiktsuttrycket är likaså oförändrat (rigiditet). Trots detta är det möjligt att förändra den drabbades kroppsposition; stelheten brukar beskrivas som 'vaxartad' (flexibilatis cerea) eftersom det är möjligt att arrangera lemmarna på den drabbade, såsom på en docka. Viljestyrda rörelser förekommer inte under attacken, av vilket följer att den drabbade under attacken heller inte talar. Det förekommer lindrigare attacker där viljelösheten och orörligheten inte är total. 
Förutom påverkan på smärtförnimmelser, kan katalepsi höra samman med förändringar i kroppstemperaturen (hypotermi). Vid det allvarligaste attackerna kan puls och andning påverkas, och huden bli mer och mer likkall. Attacken kan förefalla likna transtillstånd. 
Det förekommer att en katalepsiattack åtföljs av att den drabbade plötsligt börjar vissla, sjunga eller prata forcerat (catalepsis loquax).